# Società Sportiva Dilettantistica Teramo Calcio 2011-2012
Questa pagina raccoglie le informazioni riguardanti la Società Sportiva Dilettantistica Teramo Calcio nelle competizioni ufficiali della stagione 2011-2012.

## Risultati

### Serie D

#### Poule scudetto
| 13 maggio 2012 Turno preliminare - Giornata 1 | Forlì | 2 – 3 | Teramo |  |

| 20 maggio 2012 Turno preliminare - Giornata 3 | Teramo | 3 – 1 | Pontedera |  |

| Umbertide 24 maggio 2012 Semifinale          | Teramo               | 1 – 1 (d.t.s.) | Salerno | Stadio Comunale Morandi |
| \| \| \| \| \| \| Tiri di rigore 5 – 3 \| \| |                      |                |         |                         |
|                                              |                      |                |         |                         |
|                                              | Tiri di rigore 5 – 3 |                |         |                         |

| Arbitro: | Enzo Vesprini (Macerata) |

|                                           |           |                           |
| Oliveira 8’ Zubin 74’ (rig.) Essoussi 80’ | Marcatori | 2’ Valentini 87’ Petrella |